# Dariusz Stepnowski
Dariusz Stepnowski (ur. w Warszawie) – polski gitarzysta basowy punkrockowego zespołu Dezerter w latach 1981 do 1985. 